# コンベア580

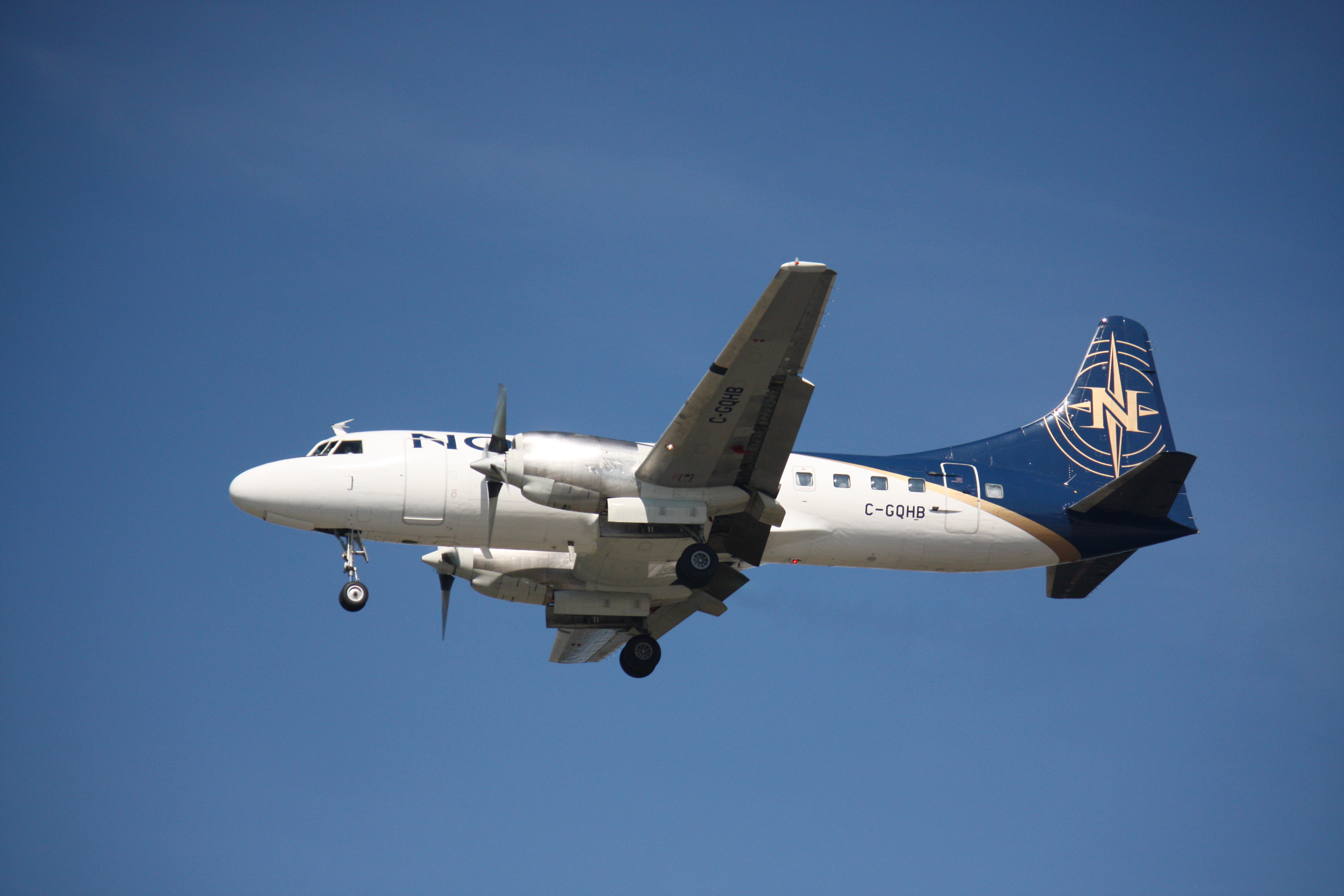
Nolinor AviationのCV580（2008年撮影）

コンベア580（Convair 580もしくはCV-580）は、双発ターボプロップ旅客機である。

## 概要
アメリカ合衆国のコンベア社によって生産された双発レシプロ旅客機であるコンベア240およびコンベア340、コンベア440を、アメリカ合衆国サンタモニカのパックアエロ社が、エンジンをターボプロップエンジンのアリソン501に換装したうえで、垂直尾翼を延長した改造機である。そのためコンベアによる新造は1機もなく、全て中古改造である。1960年1月19日に初飛行後、1960年代中盤までに175機が改造により生産された。

## 事故
- アレゲニー航空736便墜落事故　1968年12月24日
- アレゲニー航空737便墜落事故　1969年1月6日
- パータンエアー394便墜落事故　1989年8月9日